# فری‌نت آگ
فری‌نت آگ (انگلیسی: Freenet AG) شرکت مخابرات آلمانی است، که در سال ۲۰۰۷ تأسیس شد.